# Bonnaya
Bonnaya, biljni rod iz porodice ljuborovki (Linderniaceae). Pripada mu 16 vrsta u tropskoj i istočnoj Aziji, tropskoj istočnoj Africi i Australiji

## Opis
Bonnaya su prvenstveno jednogodišnje biljke. Rod je opisan u Icon. Pl. Sel. 25. t. 11 (1820)

## Vrste
1. Bonnaya aculeata (Bonati) Eb. Fisch., Schäferh. & Kai Müll.
2. Bonnaya antipoda (L.) Druce
3. Bonnaya cephalantha (T. Yamaz.) Eb. Fisch., Schäferh. & Kai Müll.
4. Bonnaya ciliata (Colsm.) Spreng.
5. Bonnaya cowiei (W. R. Barker) Y. S. Liang & J. C. Wang
6. Bonnaya gracilis A. Pal, Sardesai & M. Chowdhury
7. Bonnaya milindii Shimpale & V. A. Sardesai
8. Bonnaya multiflora Bonati
9. Bonnaya oppositifolia (Retz.) Spreng.
10. Bonnaya peduncularis Benth.
11. Bonnaya ruellioides (Colsm.) Spreng.
12. Bonnaya sanpabloensis Y. S. Liang & J. C. Wang
13. Bonnaya succosa (Kerr ex Barnett) Eb. Fisch., Schäferh. & Kai Müll.
14. Bonnaya tenuifolia (Colsm.) Spreng.
15. Bonnaya veronicifolia (Retz.) Spreng.
16. Bonnaya zanzibarica (Eb. Fisch. & Hepper) Eb. Fisch., Schäferh. & Kai Müll.